# Dentatus
Dentatus è un cognomen romano. Il significato è nato con i denti.
Personaggi noti con questo cognomen sono:
- Manio Curio Dentato: console e censore del III secolo a.C.;
- Lucio Siccio Dentato: tribuno della plebe del V secolo a.C.